# Philippe Snoy d'Oppuers
Philippe Ghislain Snoy d'Oppuers (Mechelen, 18 juni 1744 - aldaar, 14 maart 1825) was een Zuid-Nederlands politicus.

## Levensloop
Hij werd geboren in het geslacht Snoy, een oorspronkelijk uit Mechelen afkomstige familie waarvan verschillende leden hoge ambten bekleedden bij de Grote Raad of andere instellingen. Hij was de zoon van baron Willem Frans d'Oppuers, raadsheer bij de Grote Raad van Mechelen en van Dorothea van T'Sestich.
Hij was, onder het ancien régime, schepen en burgemeester van Mechelen. Tevens was hij de laatste Heer van Winksele, Burggraaf van Oirzelle, Calstre, Langerhaegen, Weert, Ophem, Frayenhove en Mortere. Omstreeks 1777 nam hij een gedeelte van de baronie van Oppuurs over van Francois Augustin d'Hangouart.
In 1774 trouwde hij met Maria Alexis Francisca Van der Gracht de Fretin (1752-1832). Onder het Verenigd Koninkrijk der Nederlanden kreeg hij in 1816 erkenning in de erfelijke adel met de titel baron, overdraagbaar bij eerstgeboorte, samen met zijn benoeming in de Ridderschap van de provincie Antwerpen. Hij weigerde echter. In 1822 werd de erkenning opnieuw toegekend, ditmaal met de titel baron overdraagbaar op alle afstammelingen. Hiermee werd hij de stamvader van alle navolgende leden van de adellijke familie Snoy.
Hij was de vader van een dochter en twee zoons, Alexandre Snoy en Idesbalde Snoy d'Oppuers, kamerheer van koning Willem I en Belgisch senator.